# Maestro di St. Severin
Il Maestro di St. Severin (fl. XVI secolo) è stato un pittore anonimo tedesco attivo a Colonia verso il 1500.
L'anonimo artista tedesco, operoso a Colonia dove aveva una fiorente bottega fu probabilmente allievo del Maestro della Sacra Stirpe e influenzato dall'opera di Gerard de Saint-Jean e di Stephan Lochner; prende il nome dal grande altare conservato nella omonima chiesa di Colonia, del quale sono sopravvissute solo venti tavole, con scene tratte dalla Leggenda di san Severino. 
L'opera presenta l'intervento di più mani, forse si tratta di un'opera di bottega, svolta sotto il suo controllo, non pervasivo, del Maestro.
All'anonimo vengono attribuite: l'Adorazione dei Magi, commissionata attorno al 1512 dal «doctor juris Christian Conreshem»; due tempere su seta, con Otto sante e la Messa di san Gregorio, un ritratto femminile,  databile al 1500 circa, opere tutte conservate a Colonia; un trittico a sportelli mobili con al centro la Crocifissione, ora conservato a Boston; quattro tavole che facevano parte di un altare dedicato all'Infanzia di Cristo e ora divise tra Parigi e Bruges e alcune tavole con scene della passione tra cui Il Cristo nell'orto dell'Alte Pinakothek di Monaco.